# Eugénie Nau
Pour les articles homonymes, voir Nau.
Eugénie Nau, née le 22 juillet 1860 à Saint-Pierre-de-Tournon et morte des suites d'une congestion pulmonaire le 13 juin 1924 à la Maison Dubois dans le 10e arrondissement de Paris, est une actrice française, active au théâtre et dans le cinéma muet français des années 1900 à 1920.

## Biographie
Née dans le village de Saint-Pierre-de-Tournon (connu aujourd'hui sous le nom de Tournon-Saint Pierre), Eugénie Nau suivit très vite ses parents sur Châtellerault où ses parents ont été employés comme domestiques, Faubourg Sainte-Catherine. Elle est placée d'abord dans une école chez les sœurs où elle montre une prédisposition pour le théâtre en montant sur les planches pour la première fois avec succès  puis elle poursuit son apprentissage chez une couturière. Entre-temps, la situation professionnelle de ses parents a évolué : Ils sont devenus cafetiers et tiennent le café de la Poste.
Eugénie Nau est courtisée par un fils d'une puissante famille et doit se marier en catastrophe avec lui à la naissance d'un garçon. Le scandale de cette naissance l'oblige à fuir la région pour assurer la tranquillité des siens. Elle part à la conquête de Paris.
Eugénie Nau fait la rencontre providentielle de l'auteur dramatique Oscar Méténier qui l'introduit auprès d'André Antoine pour jouer en 1889 le rôle de la rouquine dans sa pièce : La Casserole. Cette œuvre enflamme négativement les critiques mais attire de nombreux spectateurs. Elle y est remarquée et André Antoine lui confie le rôle principal dans une pièce plus importante La Fille Élisa qui lance définitivement sa carrière. Dès le premier soir, Jean Ajalbert tout comme Edmond de Goncourt, les deux auteurs, se déclarent enchantés de sa prestation, et le succès de la pièce aurait été encore plus considérable si la censure n'avait pas interdit toute représentation. Il faudra d'ailleurs attendre l'année 1900 pour que cette même pièce soit rejouée au théâtre Antoine avec les mêmes protagonistes principaux. Entre-temps, Eugénie Nau a enchaîné les rôles au théâtre.
À la fin des années 1900, sa notoriété est grande et c'est tout naturellement qu'elle se tourne vers le cinéma à la fin des années 1900. Malheureusement, la Première Guerre mondiale interrompt sa carrière dans les salles obscures qu'elle ne reprend véritablement qu'en 1920 jusqu'à sa disparition en 1924.

## Filmographie partielle
- 1908 : La Fille de la sorcière de Victorin Jasset
- 1908 : Le Noël de Colette de Victorin Jasset
- 1908 : L'Assommoir d'Albert Capellani : Gervaise
- 1908 : Les Orphelins de Victorin Jasset
- 1909 : La Mère de Nana de Victorin Jasset
- 1909 : Pauvre gosse  d'Émile Cohl
- 1909 : Un mariage mouvementé de Victorin Jasset
- 1909 : Le Vautour et l'usurier de Victorin Jasset
- 1909 : Une évasion audacieuse de Victorin Jasset
- 1909 : Les Mystères de Paris de Victorin Jasset
- 1909 : L'Évasion de Monsieur de La Valette
- 1909 : Le Roman d'un jeune homme riche de Victorin Jasset
- 1909 : L'Archange de Victorin Jasset
- 1910 : Le Joueur de cornemuse
- 1910 : La Sorcière de la grève de Victorin Jasset
- 1910 : Cavalleria rusticana de Émile Chautard : Lucia
- 1910 : Le Noël de grand-mère de Léonce Perret  : Madame de La Grange
- 1910 : Le Cheveu blanc de Léonce Perret
- 1910 : Fra Diavolo d'Albert Capellani
- 1911 : Amour de page de Georges Denola
- 1911 : La Générosité du mari : La femme
- 1911 : Le Courrier de Lyon ou L'Attaque de la malle-poste d'Albert Capellani
- 1911 : La Poupée de l'orpheline (ou La Poupée brisée) d'Albert Capellani
- 1911 : Romain Kalbris de Georges Denola
- 1911 : Le Mémorial de Sainte-Hélène (ou La Captivité de Napoléon) de Michel Carré
- 1911 : La Faute de la sœur aînée : Josette
- 1911 : L'oiseau s'envole d'Albert Capellani
- 1911 : Le Cœur d'Yvonnette  : La tante d'Yvonnette
- 1911 : L'Honneur du nom de Victorin Jasset
- 1911 : Pour voir Paris d'Albert Capellani
- 1912 : Le Crime de Toto (ou Toto jaloux) de Georges Denola
- 1912 : Le Saboteur de Victorin Jasset
- 1912 : Les Mystères de Paris d'Albert Capellani : La Chouette
- 1912 : Quentin Durward d'Adrien Caillard
- 1913 : Les Misérables d'Albert Capellani : La Thénardier
- 1920 : Le Carnaval des vérités de Marcel L'Herbier : Madame Aristoy
- 1920 : Les Chères Images d'André Hugon
- 1920 : Une fleur dans les ronces de Camille de Morlhon : Madame Favart
- 1921 : L'Affaire du train 24 de Gaston Leprieur : Madame Maury
- 1921 : L'Éternel féminin de Roger Lion : La marchande de journaux
- 1921 : La Douloureuse comédie de Théo Bergerat : La grand mère
- 1922 : Les Aventures de Robinson Crusoë de  Mario Gargiulo et Gaston Leprieur : La mère Crusoë
- 1924 : La Brière de  Léon Poirier : Florence
- 1924 : Catherine ou Une vie sans joie de  Jean Renoir et Albert Dieudonné : Madame Laisné

## Théâtre
- 1889 : La Casserole d'Oscar Méténier, mise en scène André Antoine, Théâtre-Libre
- 1890 : La Fille Élisa de Jean Ajalbert d'après Edmond de Goncourt, mise en scène André Antoine, Théâtre des Menus-Plaisirs
- 1891 : Nell Horn d'après J.-H. Rosny aîné et J.-H. Rosny jeune, mise en scène André Antoine, Théâtre-Libre
- 1900 : La Clairière de Lucien Descaves et Maurice Donnay, Théâtre Antoine
- 1902 : Amant de cœur de Louis Decori et Alexandre Fontanes, Théâtre de l'Ambigu-Comique
- 1912 : La Foi d’Eugène Brieux, Théâtre de l'Odéon
- 1913 : Blanche Câline de Pierre Frondaie, Théâtre Michel
- 1917 : La Jalousie du Barbouillé de Molière, mise en scène Jacques Copeau, Garrick Théâtre de New York
- 1917 : Les Fourberies de Scapin de Molière, mise en scène Jacques Copeau, Garrick Théâtre de New York
- 1918 : L’Avare de Molière, mise en scène Jacques Copeau, Garrick Théâtre de New York
- 1918 : Poil de carotte de Jules Renard, mise en scène Jacques Copeau, Garrick Théâtre de New York
- 1918 : La Traverse d’Auguste Villeroy, mise en scène Jacques Copeau, Garrick Théâtre de New York
- 1918 : Les Mauvais Bergers d’Octave Mirbeau, mise en scène Jacques Copeau, Garrick Théâtre de New York
- 1920 : Les Bonaparte de Léo Larguier, Théâtre de l'Odéon
- 1921 : La Passante de Henry Kistemaeckers, mise en scène Marcel Varnel, Théâtre de Paris